# Stanislas Guyard
Stanislas Guyard (* 27. September 1846 in Frotey-lès-Vesoul; † 7. September 1884 in Paris) war ein vielseitig gebildeter französischer Orientalist, Arabist und Islamwissenschaftler. Eines seiner Hauptwerke ist sein Buch über den Groß-Meister der Assassinen zur Zeit des Sultans Saladin. Er arbeitete an der von Frédéric Lichtenberger (1832–1899) herausgegebenen Encyclopedie des Sciences Religieuses mit und übersetzte die Geographie von Aboulfeda aus dem Arabischen ins Französische. Seit 1868 lehrte er an der École pratique des hautes études Arabisch und Persisch.

## Zitat
„During the Middle Ages, the history of Mohammadanism is the history of civilization itself. Thanks to the Muslims, Greek science and philosophy were rescued from neglect and came to awaken the West and give rise to the great intellectual movement which terminated in the renovation of Bacon… In the seventh century of our era, the Old World was in agony. The Arabian conquests infused into it a new blood… Mohammad gave them (Arabs) the Quran which was the starting point of a new culture“

## Werke (Auswahl)

### Autor
Aufsätze
- Un grand maître des Assassins au temps de Saladin. In: Journal Asiatique/Série 7. Bd. 9 (1877), S. 324–489, ISSN 0021-762X
- Beiträge in: Frédéric Lichtenberger (Hrsg.): Encyclopedie des sciences religieuses. Sandoz et Fischer, Paris 1877/82 (13 Bände).
- Theorie nouvelle de la métrique arabe, précédée des considerations générales sur le rythme naturel du langue. In: Journal Asiatique/Série 7. Bd. 7 (1876), S. 413–479; Bd. 8 (1876), S. 101–252 und S. 285–315.
- Études vanniques. Hypothèses, corrections et suggestions nouvelles. In: Journal Asiatique/Série 8. Bd. 3 (1884), S. 499–517.
- Note sur la métrique arabe, supplément à „la Théorie nouvelle de la métrique arabe“. In: Journal Asiatique/Série 7. Bd. 10 (1878), S. 97–115.
- Chapitre de la préface du „Fahrhandgi Djehangiri“ sur la dactylonomie. In: Journal Asiatique/Série 6. Bd. 18 (1871), S. 106–125.

Monographien
- Mélanges d'Assyriologie. Notes de lexicographie assyrienne, suivies d'une étude sur les insriptions de Van. Maisonneuve, Paris 1883.
- La civilisation musulmane. Leçon d'ouverture faite au Collège de France, le 19 mars 1884 (Bibliothèque orientale elzévirienne; Bd. 37). Hachette, Paris 2013, ISBN 978-2-01-255930-1. (Nachdr. d. Ausg. Paris 1884)
- Manuel de la langue persane vulgaire. Vocabulaire français, anglais et persan avec la prononciation figurée en lettres latines, prévédé d'un abrégé de grammaire et suivis de dialogues avec le mot à mot. Maisonneuve, Paris 1880.
- Nouvel Essai sur la formation du pluriel brisé en Arabe. Franck, Paris 1870.
- Fragments relatifs à la doctrine des Ismaélîs. Imprimerie Nationale, Paris 1874.

### Übersetzungen
- Fath-Alî Achonzade: Trois comédies. Imprimerie Nationale 1886 (zusammen mit Charles Barbier de Meynard).[2]
- Beha-Ed-Din Zoheir: Le divan de Beha-Ed-Din Zoheir. Variantes au texte arabe. Maisonneuve, Paris 1883.
- Abd al-Razzaq Hasani: Traité sur la Prédestination et le libre arbitre. Précédé de quarante hadiths.  Albouraq, Beirut 2005, ISBN 2-84161-236-8. (Nachdr. d. Ausg. Nougent-Le-Rotrou 1875)
- Abu l-Fida: Géographie d'Aboulféda. Johann Wolfgang Goethe-Universität, Frankfurt/M. 1998 (2 Bde.)

1. Introduction générale à la géographie des orientaux.
2. Traduction du texte arabe et index général.

- Traités sur la prédestination et le libre arbitre. Le décret et l'arrêt divin. Édition Iqra, Paris 1995, ISBN 2-911509-02-1.
- Iwan Pawlowitsch Minajew: Grammaire palie. Esquisse d'une phonétique et d'une morphologie de la langue palie. E. Leroux, Paris 1874.